# Malos hábitos
Malos hábitos es una película mexicana dirigida por Simón Bross en 2005 y estrenada durante el XXII Festival Internacional de Cine en Guadalajara en México.
La historia trata de distintos desórdenes alimenticios.

## Sinopsis
La película retrata a una familia en que distintos integrantes sufren trastornos alimenticios. Matilde ha dejado la carrera de medicina para ingresar a un convento. Decide iniciar un ayuno con el fin de salvar a la humanidad, pues piensa que se avecina el segundo diluvio, esto mientras prepara a su prima Linda para la Primera Comunión. 
Elena, una mujer extremadamente delgada, se avergüenza de la gordura de su hija Linda, por lo que intenta que esta baje de peso, causando una serie de conflictos por el control de la alimentación. Por otro lado, Gustavo, esposo de Elena, la engaña con una estudiante, la "Gordibuena", la cual encuentra gran placer con la comida, haciendo de esta casi un ritual.
Gustavo, arquitecto y profesor universitario, se involucra sentimentalmente con ella mientras su relación con Elena se deteriora. La estudiante lo invita a compartir comidas elaboradas y sensuales, y su relación se desarrolla paralelamente al colapso emocional de su vida familiar. Elena sospecha del distanciamiento de su esposo, pero está más enfocada en controlar a su hija.
Las tres historias avanzan en paralelo hasta llegar a un punto de quiebre. Matilde colapsa en el convento y es hospitalizada en estado grave. Durante la ceremonia de la Primera Comunión, Linda desobedece a su madre y come pastel en público, provocando la indignación de Elena. Gustavo se distancia de ambas y continúa su relación con su alumna. La película finaliza con los personajes enfrentando las consecuencias de sus decisiones, sin ofrecer resoluciones claras.

## Reparto
- Ximena Ayala - Matilde Soriano Ávila
- Elena de Haro - Elena Soriano, madre de Linda
- Marco Antonio Treviño - Gustavo Soriano, padre de Linda
- Aurora Cano - Teresa
- Elisa Vicedo - Linda Soriano
- Emilio Echevarría - Ramón Soriano, padre de Matilde
- Patricia Reyes Spíndola - Sofía, Madre Superiora
- Milagros Vidal - Gordibuena
- Héctor Téllez - Sacerdote
- Leticia Gómez - Monja

## Recepción
Además de presentarse en el Festival Internacional de Cine en Guadalajara, el filme se presentó con buenas críticas en el 60 Festival de Cannes en Francia, el Festival de Cine de Las Vegas, en Estados Unidos y el World Film Festival de Montreal en Canadá; todos en 2007.

## Premios

### Festival Internacional de Cine en Guadalajara
| Año  | Categoría      | Persona       | Resultado |
| ---- | -------------- | ------------- | --------- |
| 2007 | Mejor Película | Malos hábitos | Ganador   |

### Festival de Cine de Las Vegas
| Año  | Categoría                     | Persona       | Resultado |
| ---- | ----------------------------- | ------------- | --------- |
| 2007 | La próxima ola Mejor Película | Malos hábitos | Ganador   |

### World Film Festival de Montreal
| Año  | Categoría                    | Persona       | Resultado |
| ---- | ---------------------------- | ------------- | --------- |
| 2007 | Silver Zenith Mejor Película | Malos hábitos | Ganador   |